# Mirko Zorman
Mirko Zorman, slovenski politik, * ?.
Med 13. januarjem 2001 in 19. decembrom 2002 je bil državni sekretar Republike Slovenije na Ministrstvu za šolstvo, znanost in šport Republike Slovenije.